# Aleuropleurocelus guerrerensis
Aleuropleurocelus guerrerensis es un hemíptero de la familia Aleyrodidae, subfamilia: Aleyrodinae.
Fue descrita científicamente por primera vez por Vicente Emilio Carapia Ruiz y Oscar Ángel Sánchez Flores en Sánchez-Flores et al. 2018

## Etimología
El epíteto específico Aleuropleurocelus pallidus se refiere a la coloración en vivo.

## Hospedero
Ficus insipida Willd y Ficus croata (Miq.).

## Distribución
México: Guerrero (Acapulco), Morelos (Ayala).